# Vol Air France 406
Le vol Air France 406 est un vol civil de la compagnie aérienne Air France entre Brazzaville (Congo) et Paris (France) qui s'est écrasé le 10 mai 1961 dans le Sahara algérien, entraînant la mort des 78 passagers et membres d'équipage à bord du Lockheed L-1649 Starliner qui assurait la liaison ce jour-là.
L'accident est fortement soupçonné d'avoir été causé par un attentat, dans le contexte de la guerre d'Algérie. On pense que l'empennage s'est détaché à la suite de la détonation d'un engin explosif de nitrocellulose.

## L'accident
Après son décollage de Brazzaville, le Lockheed L-1649 Starliner qui assure le vol 406 de la compagnie Air France à destination de Paris fait escale à Bangui (République centrafricaine) et à Fort-Lamy (Tchad) où il embarque soixante-six passagers. L'appareil, baptisé De Grasse et immatriculé F-BHBM (c/n 1027), prend ensuite la direction de Marseille, sa prochaine étape. À 1 h 20 du matin, alors que l'avion survole le gisement pétrolier d'Edjeleh dans l'est de l'Algérie française, le commandant de bord, Robert Bouchier, informe par radio que le vol se passe bien. Il s'agit de la dernière communication de l'appareil, qui disparaît peu après.
À 6 h à Marseille, sans nouvelles de l'avion qui devait se poser une heure plus tôt, les autorités s'alarment et dépêchent des avions de reconnaissance dans la zone. L'un d'entre eux découvre la carcasse du Lockheed vers midi et se pose à proximité pour se rendre compte qu'il n'y a aucun survivant. Un détachement militaire est envoyé sur place depuis un avant-poste voisin et une équipe d'experts décolle de Paris pour débuter l'enquête.

## Victimes
Parmi les soixante-dix-huit victimes (dont dix-huit enfants) , se trouvaient :
- Neuf membres de l'équipage[5] :
  - Robert Bouchier (CDB)
  - Henry Best (OPL)
  - François Guntz (RAD)
  - Jacques Baylion (NAV)
  - Georges Burgaud (OMN)
  - Ferdinand Gambart de Lignières (OMN)
  - Denise Chiapolino (HOT)
  - Fred Eichelberger (STW)
  - François Pasqueran de Sommervault (STW)
- Passagers :
  - Mme Polly Lukens et ses trois enfants, femme du chargé d'affaires américain Alan W. Lukens (en) à Bangui ;
  - Mme Edward C. Lukens, mère d'Alan W. Lukens ;
  - Ahmed Mangué, ministre de l'Éducation nationale de la République du Tchad ;
  - M. Gouandjia, ministre de la République centrafricaine ;
  - Charles de Rochechouart, duc de Mortemart, ingénieur agronome, administrateur de sociétés ;
  - Henri Berthezène, administrateur de la France d'outre-mer.

## Témoignage
Constatation du sous-lieutenant Bernard Zuber du 3e Groupe saharien motorisé :

« On avait l'impression que l'avion s'était écrasé à plat sur le sol puisque l'on distingue sa silhouette ; il n'y avait pas un morceau plus grand qu'une chaise ; chose étonnante, des billets de banque volaient au vent léger du site. On a retrouvé cinq ou six membres de l'équipage serrés les uns contre les autres... peut-être pour aider les pilotes à redresser l'avion. »